# Cambarellus lesliei
Cambarellus lesliei là một loài tôm sông trong họ Cambaridae. Nó là loài đặc hữu của Alabama và Mississippi, and is listed as a species of Least Concern on the Sách Đỏ IUCN.